# Hippolyt Saurer

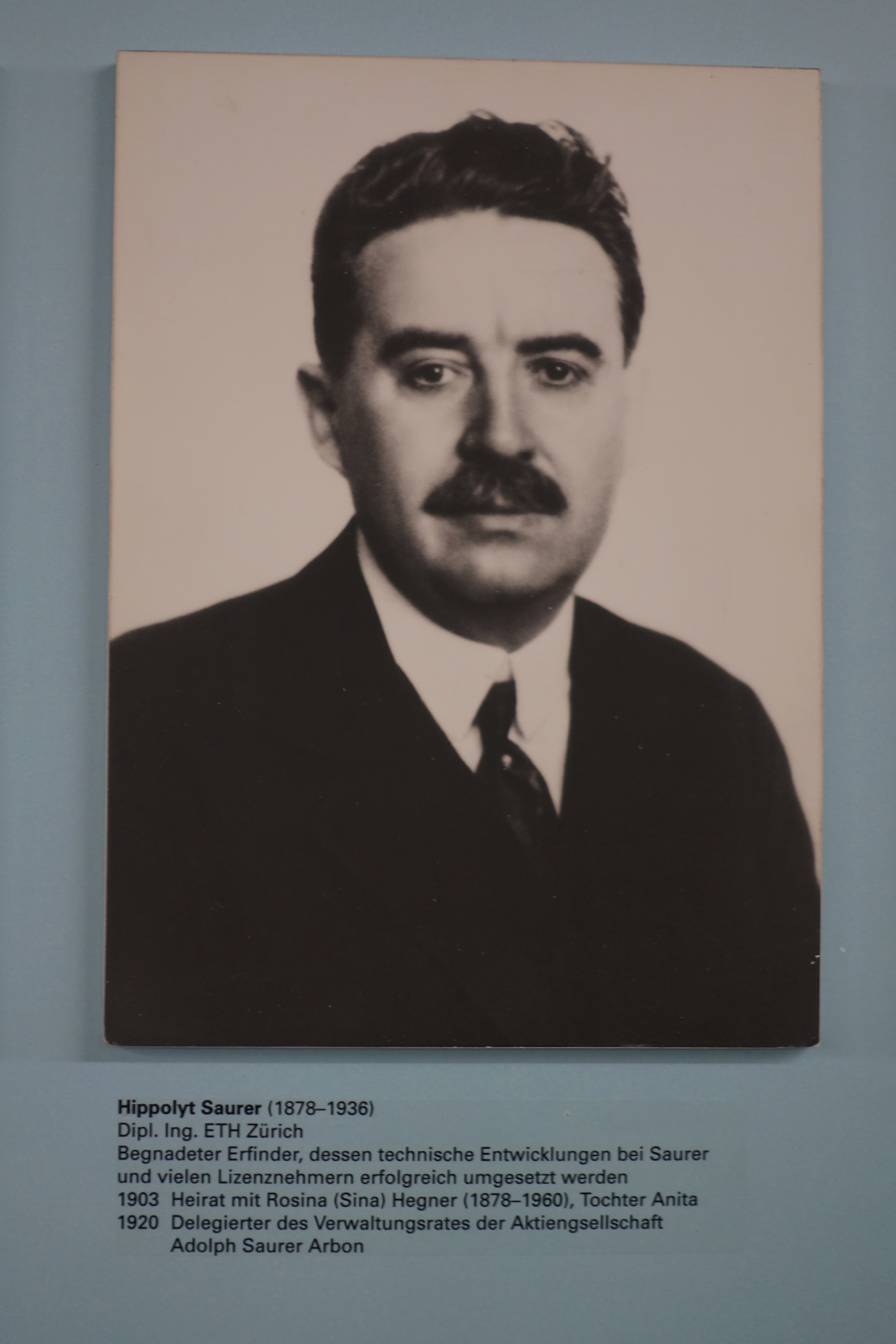
Hippolyt Saurer

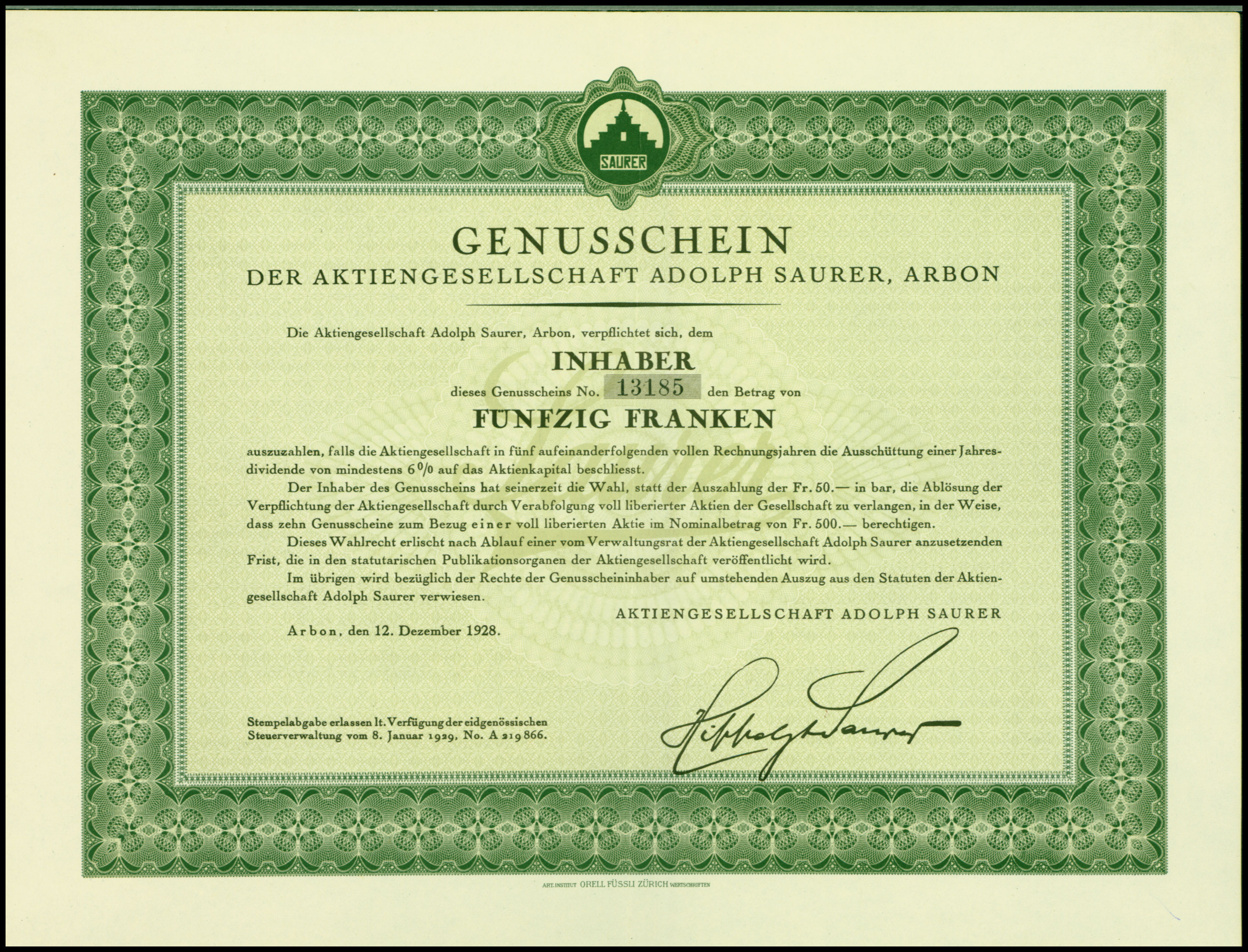
Genussschein über 50 Franken der Adolph Saurer AG vom 12. Dezember 1928 mit Unterschrift von Hippolyt Saurer

Anton Hippolyt Saurer (* 15. August 1878 in Arbon, TG; † 25. Oktober 1936 in Wien) war ein Schweizer Kaufmann und Fabrikant aus Arbon im Kanton Thurgau. 
Er war der Sohn von Adolph Saurer und Mitinhaber des Nutzfahrzeugherstellers Saurer und konstruierte Lastwagen und Webmaschinen. 1922 verkaufte er seine private, 8-plätzige Limousine dem Autobetrieb Weesen-Amden, der sich als guter Kunde von Saurer erwies. Der damalige Chef der Fabrik starb 1936 an den Folgen einer Mandeloperation.
Saurer war Bürger von Tablat und Arbon.